# Zbójno (Włocławek)
Zbójno – miejscowość funkcjonująca niegdyś jako część miasta Włocławek. Decyzją uchwały Rady Miasta Włocławek postanowiono wnioskować za pośrednictwem Wojewody Kujawsko-Pomorskiego do „ministra właściwego do spraw administracji publicznej” o zniesienie nazwy Zbójno. Część miasta o nazwie Zbójno zniesiono z dniem 1 stycznia 2024 r.